# Анцене
Анцене (латыш. Ancene) — населённый пункт в Акнистском крае Латвии. Входит в состав Асарской волости. Находится примерно в 5 км к востоку от села Асаре. По данным на 2016 год, в населённом пункте проживало 209 человек.

## История
В советское время населённый пункт входил в состав Асарского сельсовета Екабпилсского района. В селе располагалась центральная усадьба колхоза им. К. Маркса.